# オーバーシュート (タイポグラフィ)

オーバーシュートは、大文字においてベースライン（下の黒い線）より下、キャップハイト（図示されていない）より上に、小文字においてはベースラインより下、エックスハイト（上の黒い線）より上に、文字がはみ出すこと、その程度のことである。ここでは、赤い矢印の先に、はみ出した部分が白に反転する形で図示されている。

オーバーシュート (overshoot) は、大文字においてベースラインより下、キャップハイトより上に、小文字においてはベースラインより下、エックスハイトより上に、文字がはみ出すこと、その度合いのことである。
その使用目的としてのオーバーシュートは、書体のデザインにおいて、文字の丸みを帯びた部分、ないし、尖った部分のある文字、例えば「O」や「A」において、人間の視覚上の認識の不正確さを補い、見かけ上の効果を折り込んで文字の大きさが揃っているように見えるよう、基準となる「フラットな (flat)」文字、例えば「X」や「H」における高低の範囲を超えて文字がはみ出す程度のことである。
例えば、大文字「O」の最上部と最下部は、典型的な場合、大文字「X」の上下の範囲を超える。オーバーシュートの程度は書体によって、また書体のデザイナーによって様々であるが、「O」の場合、キャップハイトないしエックスハイトの概ね 1% から 3% が典型的な値である。ピーター・カロウの『Digital Formats for Typefaces』は、「O」について 3%、「A」について 5% を推奨している。

## 同様のデザイン
同じような見かけを創り出すために、同様の微妙な調整をする作業は、他の分野でも起こることがある。例えば、例えば碁に用いる碁石は、白と黒で大きさが微妙に違い、黒石の方がわずかに大きいが、これは見かけの印象が同じ大きさになるためである。